# قره‌تاو، قزاقستان
قره‌تاو (قره‌داغ) (به قزاقی: Қаратау، قاراتاۋ) شهری است در قزاقستان. این شهر مرکز شهرستان تلاس در استان جامبیل است.
قره‌تاو در حدود ۳۰ هزار نفر جمعیت دارد و در صد کیلومتری جنوب غربی شهر طراز واقع شده‌است. نام قره‌تاو در زبان قزاقی به معنای «کوه سیاه» است.